# Ruhrstahl X-4
Il Ruhrstahl X-4, citato anche come Kramer X4 o RK 344 Ruhrstahl-Kramer, era un missile aria-aria sviluppato dall'azienda tedesca Ruhrstahl AG durante la seconda guerra mondiale.

## Descrizione
Primo missile aria-aria a livello mondiale non fece in tempo a entrare in servizio. La storia dell'X-4 però ha inizio molto prima: già nel 1942 il RLM (il ministero dell'aria nazista) aveva espresso interesse per i missili guidati e questo consentì alla BMW di partire con un endoreattore BMW 109-548 a propellenti liquidi anziché solidi come sarebbe stato pensabile al giorno d'oggi. Gli studi di Kramer alla Ruhrsthal, successivi alla messa a punto della Fritz-X, erano tali da pensare che il miglior sistema di propulsione fosse questo, e per realizzarlo ci volle molto sforzo dato che era l'endoreattore a propellenti liquidi più piccolo del mondo e doveva funzionare in qualunque assetto e temperatura pratica. Dalla fine del '43 alla metà del '44 vennero prodotti 225 prototipi che vennero costruiti con un motore a razzo a propellenti solidi capace di 150 kg di spinta per 8 secondi. Dall'agosto del '44 il nuovo motore era disponibile e così si poté completare il missile. L'11 agosto del '44, a campagna di Normandia avviata e completata, vi fu il primo lancio da parte di un Fw 190, che così fu il primo caccia con missili AAM. Ma se si considera che in Normandia gli Alleati avevano impiegato 12.000 aerei contro 300 tedeschi, ci si può rendere conto di come anche il miglior Sidewinder oramai sarebbe stato insufficiente: non c'era nemmeno il carburante per mandare in aria gli aerei in quantità sufficiente e i bombardieri erano oramai scomparsi dalla linea di produzione.
La prima azione di lancio da parte del prototipo V69 (FW190) venne seguita da tiri con Ju 88G e Ju 388, eseguiti fino al febbraio 1945, mentre ben 1.000 missili (dato approssimativo) uscirono dalle linee di produzione entro il dicembre. Erano certamente molti, ma i bombardamenti sulla BMW di Stargard distrussero gran parte dei motori destinati a questi missili e alla fine non ci fu più il tempo di rimediare e di portare all'operatività quest'arma, primariamente intesa per i Me 262.
L'X-4 era un missile diverso da quelli a cui siamo abituati oggi, e più simile a un'arma controcarri o meglio, al missile AA-1 Alkali sovietico degli anni '50. In effetti quest'ultimo fu forse sviluppato con questo tipo di tecnologia, mentre i missili controcarri furono un altro dei ritrovati tedeschi del tempo di guerra, ma non passati in produzione.
La guida dei missili X-4 avveniva con criteri particolari: si trattava, per prevenire disturbi, di un missile AAM di tipo filoguidato, con un cavo lungo 5,5 km e spesso 0,2 mm, eppure perfettamente isolato. Un bengala posteriore aiutava a tenerlo d'occhio mentre si collimava con il sistema standard a riflessione su distanze pratiche di circa 3 km dall'obiettivo. La sezione con la testata esplosiva arrivava a 20 kg con spessori delle pareti di 10 mm, dietro c'era il motore con i serbatoi spiraliformi e infine i sistemi di guida. Per una maggiore semplicità si pensò a un missile con una stabilizzazione a rotazione di un giro al secondo, ottenuta grazie alla trimmatura delle alette cruciformi in legno di metà fusoliera, a due delle quali era attaccato un fuso con il cavo di guida. I fusi erano lunghi 48,6 cm e larghi max 76 mm.
La spoletta era, non certo abitualmente, di tipo acustico in due possibili modelli: Kranich da 7 m di raggio e Meise da 15. Era stata scelta perché semplice e compatta. Come per il grosso Fritz-X erano previsti un trasmettitore FuG 510 e un ricevitore FuG 238, anche se questo era un missile filoguidato e non radiocomandato.
I propellenti erano il Tonka (xilidina e trielamina) e l'acito nitrico, autoaccendenti, venendo nondimeno usati anche per raffreddare la camera di combustione del motore, che aveva 3 fori di iniezione per la prima e 6 per il secondo, e con un diametro di 76 mm per una lunghezza di 29 cm appena. Era possibile usare, per una spinta di 16 secondi e 100 kg di spinta (come picco, poi calava) appena 8,5 kg di propellente, ma il missile era usabile solo da 6.000 m di quota a quanto se ne sa. Ogni caccia ne poteva avere fino a 4 esemplari.

### Caratteristiche
- Dimensioni: lunghezza 1,9 m, diametro 22,2 cm, apertura alare 57,5 cm
- Peso: 60 kg di cui 8,5 propellente e 20 testata
- Prestazioni: gittata 3,2 km a 6.000 m, velocità max 1.100 km/h circa, spunto iniziale del motore 140 kg, poi 8 secondi a 100 kg, poi altri 8 decadendo a 30 kg, utilizzabilità +10/-40 °C.

Dall'X-4 venne sviluppato un missile anticarro, l'X-7, ma che non arrivò alla produzione in serie.